# 第一尼科利斯科耶农村居民点
第一尼科利斯科耶农村居民点（俄语：Никольское 1-е сельское поселение）是俄罗斯联邦沃罗涅日州沃罗比约夫卡区所属的一个农村居民点。其下辖有7个居民点，行政中心为第一尼科利斯科耶。据2016年统计，该农村居民点的人口为2736人。